# Тиган-Буляк
Тиган-Буляк — деревня в Алексеевском районе Татарстана. Входит в состав Родниковского сельского поселения.

## География
Находится в западной части Татарстана на расстоянии приблизительно 17 км по прямой на юго-юго-восток от районного центра Алексеевское.

## История
Известна с 1710 года как Деревня на речке Тигине.

## Население
Постоянных жителей было: в 1782 — 66 душ мужского пола, в 1859 — 191, в 1897 — 334, в 1908 — 360, в 1920 — 398, в 1926 — 321, в 1938 — 256, в 1949 — 205, в 1958 — 186, в 1970 — 257, в 1979 — 251, в 1989 — 207, в 2002 — 229 (чуваши 98 %), 175 — в 2010.